# Pseudophegopteris yigongensis
Pseudophegopteris yigongensis är en kärrbräkenväxtart som beskrevs av Ren-Chang Ching. Pseudophegopteris yigongensis ingår i släktet Pseudophegopteris och familjen Thelypteridaceae. Inga underarter finns listade.